# عبد الرسول علي خان
السيّد عبد الرسول بن عبد الحسين علي خان (1929 - 1983) فقيه جعفري وكاتب وشاعر عراقي. ولد في النجف لعائلة حسينية وهم آل علي خان المدني ونشأ بها على والده المتوفي سنة 1976. قرأ مقدماته الأدبية والدينية على إسماعيل الصدر ثم حضر الأبحاث العالية على أبو القاسم الخوئي. صحب والده في مدينة بلد فعمل مرشدًا دينيًا. ثم رجع معه إلى النجف. له عدة مؤلفاته دينية أشهرها «تحديد النسل من وجهة نظر اسلامية»، وديوان أشعار مخطوط. توفي في النجف عن 54 عامًا.

## سيرته
هو السيّد عبد الرسول بن عبد الحسين بن علي بن حسين علي خان/عليخان الحسيني، من نسل علي خان المدني. ولد سنة 1348 هـ/ 1929 م في النجف وأخذ عن والده وإسماعيل الصدر وغيرهما، ثم حضر الأبحاث العالية على أبو القاسم الخوئي. 

سكن والده مدينة بلد، فكان معه عاملًا على مهامه الدينية، ثم رجع إلى النجف معه، وواصل دراسته وبحوثه وقام بتأليف.

توفي في النجف سنة 1404 هـ/ 1983 م. من أولاده كمال الدين وعبد المهدي وعز الدين وضياء الدين ونور الدين ومثال الدين. 

## أدبه
كان شاعرًا أديبًا، له ديوان شعر، مخطوط. نشر بعض شعره في الصحف العراقية والعربية. كان عضوًا في جمعية الرابطة الأدبية. جاء في معجم البابطين عنه «شعره تقليدي النزعة، اتسمت قصائده بالطول وانتهاجها نهج القصيدة العربية التراثية، كما ظهرت في نصوصه نزعته للحكمة والتفلسف عبر ثنائياته التي تعد شكلاً جديدًا في عصره، وهي مقطعات شعرية مكونة من بيتين متحدي القافية.»  ومن شعره «في ذكرى المولد النبوي»:

## آثاره
له مؤلفاته عديدة، مخطوطة ومطبوعة:
- «تحديد النسل من وجهة نظر الإسلام» أو «تحديد النسل من وجهة نظر إسلامية» [7]
- «من وحي الامام المنتظر ع»، 1959 [8]
- تقريرات الفقه، من بحث أستاذه الخوئي
- تقريرات الأصول، من بحث أستاذه الخوئي
- شرح كفاية الأصول